# Ministerstwo Kultury Federacji Rosyjskiej
Ministerstwo Kultury Federacji Rosyjskiej ros. Министерство культуры Российской Федерации (Минкультуры России) – rosyjski federalny organ władzy wykonawczej, realizujący funkcje polityki państwowej i regulacji prawno-normatywnych w zakresie w dziedzinie kultury, sztuki, filmu i prac archiwalnych. Ministerstwo utworzono 12 maja 2008 na bazie Ministerstwa Kultury i Komunikacji Masowej Federacji Rosyjskiej.

## Departamenty Ministerstwa Kultury Federacji Rosyjskiej
- Departament państwowego wsparcia sztuki i twórczości ludowej ros. Департамент государственной поддержки искусства и народного творчества;
- Departament kinematografii, ros. Департамент кинематографии;
- Departament dziedzictwa kulturowego, ros. Департамент культурного наследия;
- Departament nauki i edukacji, ros. Департамент науки и образования;
- Departament współpracy międzynarodowej, ros. Департамент международного сотрудничества;
- Departament ekonomiki i finansów, ros. Департамент экономики и финансов;
- Departament zarządzania nieruchomościami i polityki inwestycyjnej, ros. Департамент управления имуществом и инвестиционной политики;
- Departament turystyki i polityki regionalnej, ros. Департамент туризма и региональной политики;
- Departament państwowej ochrony dziedzictwa kulturowego, ros. Департамент государственной охраны культурного наследия;
- Departament normatywno-prawny, ros. Нормативно-правовой департамент;
- Departament kontroli i kadr, ros. Департамент контроля и кадров;
- Departament administracyjny, ros. Департамент управления делами;

## Ministrowie kultury Federacji Rosyjskiej
- Olga Lubimowa (od 21 stycznia 2020)
- Władimir Miedinski (21 maja 2012 — 15 stycznia 2020)
- Aleksandr Awdiejew (12 maja 2008 — 7 maja 2012)
- Michaił Szwydkoj (8 lutego 2000 — 24 lutego 2004)